# نادي فيرانوبوليس
نادي فيرانوبوليس لكرة القدم (بالبرتغالية: Veran?polis Esporte Clube Recreativo e Cultural‏) ، هو نادي كرة قدم برازيلي، أسس سنة 1992 م.

## وصلات خارجية
لم يتم العثور على روابط لمواقع التواصل الاجتماعي.